# Corydalis adoxifolia
Corydalis adoxifolia är en vallmoväxtart som beskrevs av Cheng Yih Wu. Corydalis adoxifolia ingår i släktet nunneörter, och familjen vallmoväxter. Inga underarter finns listade i Catalogue of Life.